# Plano Inclinado Johnstown
O Plano Inclinado Jonhstown (Johnstown Inclined Plane) é um funicular de 273.3 m em Johnstown, Cambria County, no estado norte-americano da Pensilvânia. A inclinação e a suas duas estações ligam a cidade de Johnstown, situada num vale na confluência dos rios Stonycreek e Little Conemaugh, e o distrito de Westmont em Yoder Hill. O Plano Inclinado Johnstown é creditado como o "o veículo em plano inclinado mais íngreme do mundo", como ele é capaz de transportar automóveis, além de passageiros, para cima ou para baixo de uma encosta com um talude de 70%. O tempo de viagem de uma estação para a outra é de 90 segundos.
Após uma inundação catastrófica em 1889, o Plano Inclinado Johnstown foi concluído em 1891 para servir como uma rota de fuga para futuras inundações, bem como um modo conveniente de transporte para os moradores de novas comunidades situadas acima do vale. Foi operado pela Cambria Iron Company e sua sucessora, Bethlehem Steel, até 1935, quando foi vendido para o distrito de Westmont. A inclinação foi brevemente fechada em 1962, quando seu fornecimento de energia feito pela Bethlehem Steel foi encerrado. Duas vezes em sua história, o Plano Inclinado Johnstown cumpriu seu papel como um meio de evacuação das enchentes — uma vez em 1936 e novamente em 1977. A inclinação foi listada no Registro Nacional de Lugares Históricos em 1973 e foi designada como Patrimônio Histórico de Engenharia Mecânica em 1994. A construção teve grandes reformas em 1962 e entre 1983 a 1984.

## Design
O Plano Inclinado Johnstown foi projetado pelo engenheiro húngaro Samuel Diescher, que também projetou as inclinações de Duquesne, Castle Shannon e Fort Pitt em Pittsburgh.  O funicular consiste num conjunto paralelo de 2.4m de trilhos de bitola larga com talude de 70.9% ou um ângulo de 35 graus e 28 minutos da horizontal.[A] A inclinação mede 273.3m e ascende a 153.1m verticalmente até o topo de Yoder Hill e do distrito de Westmont, cuja estação está a uma altitude de 516.2m acima do nível do mar. Os trilhos são suportados por 720 laços ferroviários de 4m feitos de Southern Yellow Pine. A inclinação é iluminada à noite por 114 lâmpadas de vapor de sódio de alta pressão montadas ao longo dos lados dos trilhos. Havia uma escada entre as duas faixas com 966 degraus, mas esta foi removida por volta de 1963.

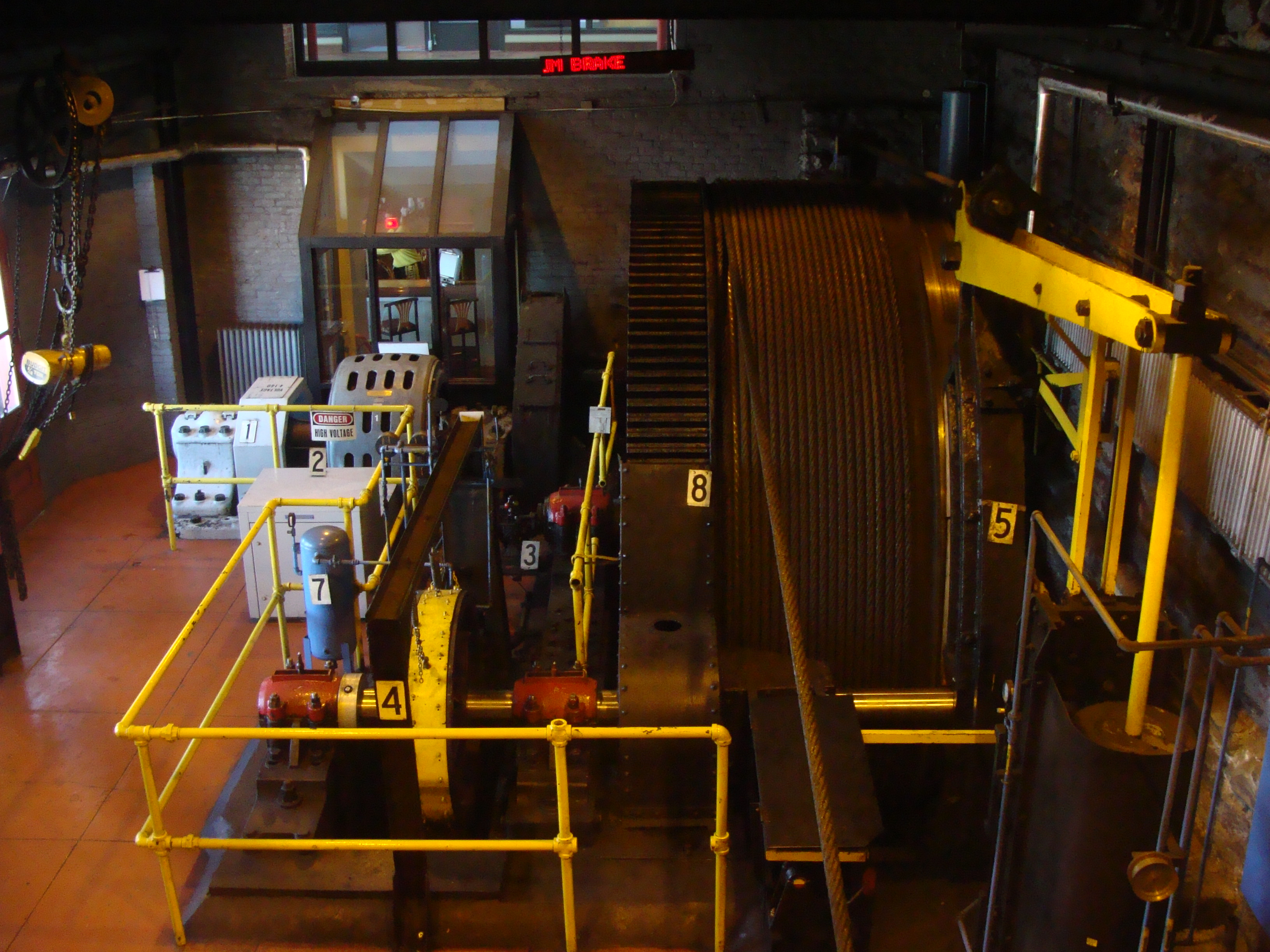
A sala que abriga os mecanismos de elevação da inclinação

Dois vagões atravessam a encosta; quando um desce, o outro sobe e atua como contrapeso.  Os vagões 4.7m de largura, 4.6m de altuira e tem uma profundidade de 10m, são grandes o suficiente para transportar 65 pessoas, 6 motocicletas ou um automóvel. Enquanto os carros estão expostos, uma área para sentar protegida está situada aos lados da inclinação. Os cabos que conectam os carros tem cabos de aço de 20.8mm. Eles são enrolados em torno de tambores de 5m que ligam os vagões juntos. O cabo na faixa norte mede 328m, enquanto o cabo sul tem 2.13m a menos. Cada carro pesa 20 toneladas, mas podem transportar uma carga adicional de 13.6 toneladas. Um motor de 400 cavalos de potência gira os tambores, soltando e recolhendo os cabos, controla a encosta. O Plano Inclinado Johnstown é incomum, pois o motor e o guincho estão localizados em um ângulo de 90 graus em relação à inclinação ao invés de diretamente abaixo dela. operação da inclinação é controlada por meio de um pedal localizado em uma cabine na estação superior.
Um freio de emergência a acionado se a pressão de ar necessária para controlar a inclinação for insuficiente; o freio também é acionado se um interruptor de emergência é ligado no estande do operador. Além dos cabos de transporte, um cabo de segurança de 296m e capaz de suportar 149.7 toneladas também é conectado aos vagões.

## História

### Construção
| |  |  |
| Esquerda: Área coberta para passageiros com bancos. Direita: O deck principal do vagão que pode comportar várias motos ou um carro. |  |  |

 As inclinações são comuns na Europa, e imigrantes, como os alemães, eslavos e galeses, que se estabeleceram perto de Johnstown, lembravam-se de suas terras nativas levando o conceito para os Estados Unidos. As primeiras inclinações nos Estados Unidos foram uma série de 10 construídas na década de 1830 como parte da Allegheny Portage Railroad. A ferrovia Portage transportava barcos do canal sobre as Montanhas Allegheny para conectar os canais de Pittsburgh aos da Filadélfia . Pittsburgh ao mesmo tempo também tinha "pelo menos 17" inclinações — alguns transportavam passageiros, outros frete, enquanto outras duas inclinações (como o Nunnery Hill Incline) eram curvas. 
Em 31 de Maio de 1889, a represa South Fork desabou rio acima de Johnstown, no rio Little Conemaugh. O dilúvio resultante devastou a cidade, matando 2.209 pessoas. À medida que a cidade foi reconstruída, a Cambria Iron Company começou a trabalhar em um empreendimento residencial no topo da Yoder Hill. Para fornecer transporte fácil para cima e para baixo na encosta íngreme para os moradores da nova comunidade de Westmont, a empresa decidiu construir um plano inclinado. Além de ser um meio de transporte conveniente, o Plano Inclinado Johnstown também é uma rota de fuga no caso de outra inundação. A Diescher foi contratada pela Cambria Iron para projetar a inclinação. Os trilhos usados na inclinação foram todos fabricados em Johnstown na Cambria Iron, com muitas das ferramentas necessárias na construção também feitas à mão. A ponte Inclined Plane, de 71m, foi construída para atravessar o rio Stoneycreek fornecendo acesso à estação inferior do declive. Originalmente chamada de Cambria Inclined Plane (Plano Inclinado Cambria), o Plano Inclinado Johnstown foi inaugurado em 1 de junho de 1891 e custou $133,296 para construir. A conveniência que a inclinação proporcionou estimulou um rápido crescimento da população em Westmont e fez do município um dos primeiros subúrbios do país. Mais de 40 milhões de viagens foram feitas no declive em seus primeiros 80 anos de operação.

### Uso

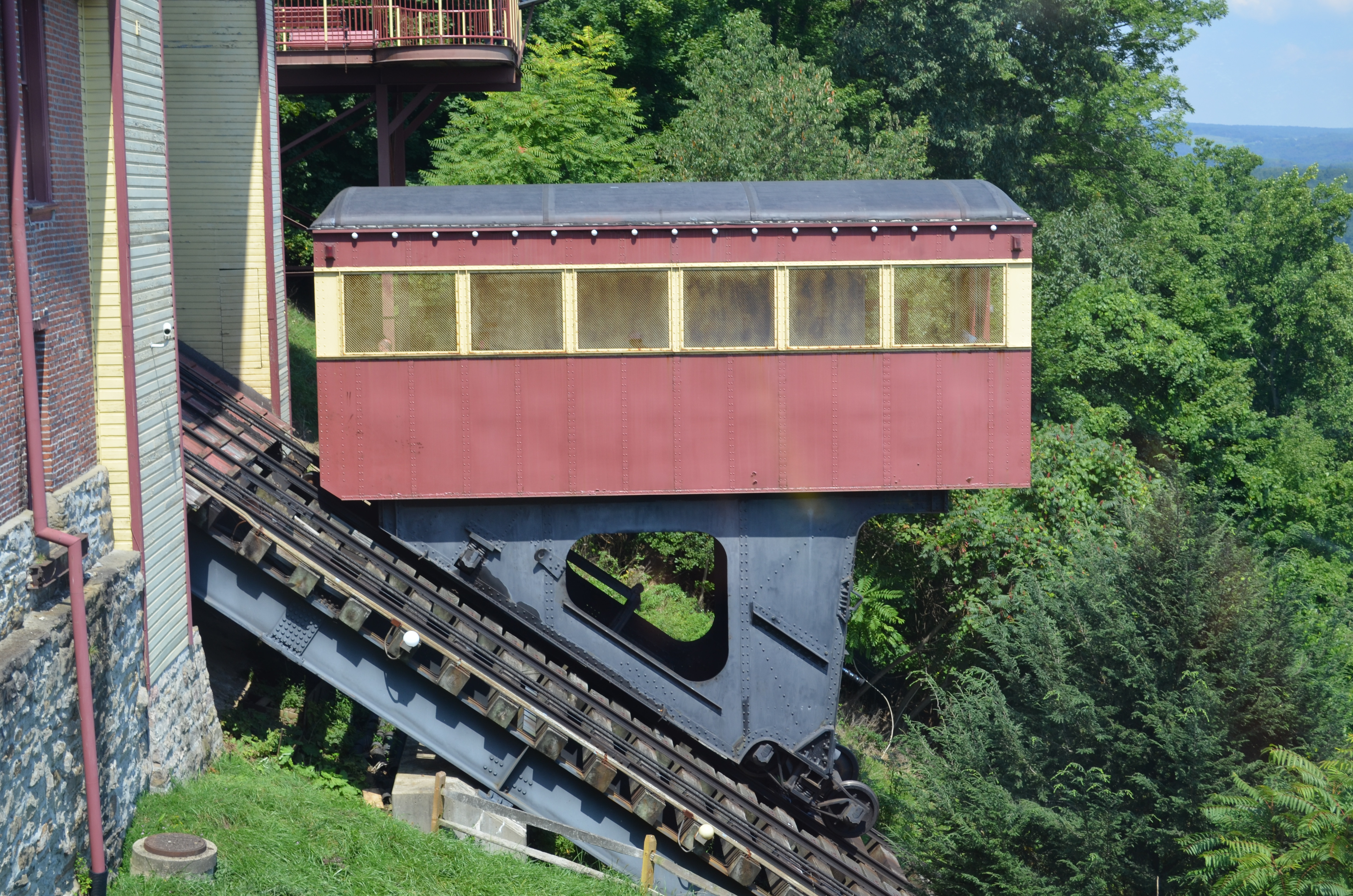
Vista lateral

O motor a vapor original da inclinação foi desligado em 6 de Janeiro de 1912, e substituído por um motor elétrico. Os vagões usados no declive eram originalmente de dois andares, mas foram reconfigurados em um projeto de um único andar em 1921. Os vagões de dois andares tinham cavalos e vagões no convés principal e passageiros andando em um compartimento abaixo. Apenas uma fatalidade humana ocorreu na inclinação, embora tenha sido determinado que o incidente não foi causado pela inclinação em si. Houve dois incidentes na década de 1920, quando os cavalos a bordo se assustaram e saltaram do carro para os trilhos abaixo. Bethlehem Steel, a sucessora da Cambria Iron, vendeu o Plano Inclinado Johnstown ao distrito de Westmont em abril de 1935. Em 17 de Março de 1936, quase 4.000   as pessoas foram evacuadas de Johnstown para terrenos mais altos através da inclinação, pois o rio Stoneycreek e Conemaugh transbordaram suas barreiras. As águas da inundação continuaram a descida e chegaram a Pittsburgh. De Fevereiro de 1938 a Julho de 1953, a Johnstown Traction Company operou ônibus públicos de Johnstown a Westmont com os "ônibus públicos totalmente carregados" sendo carregados pela inclinação.A Bethlehem Steel parou de fornecer eletricidade para o Plano Inclinado Johnstown quando a fábrica mudou para "um sistema de energia incompatível", forçando a inclinação para fechar em 31 de Janeiro de 1962. A pressão pública forçou a inclinação a reabrir em Julho de 1962, após uma extensa reforma, na qual o motor elétrico foi rebobinado, os laços foram substituídos e os vagões foram repintados. 

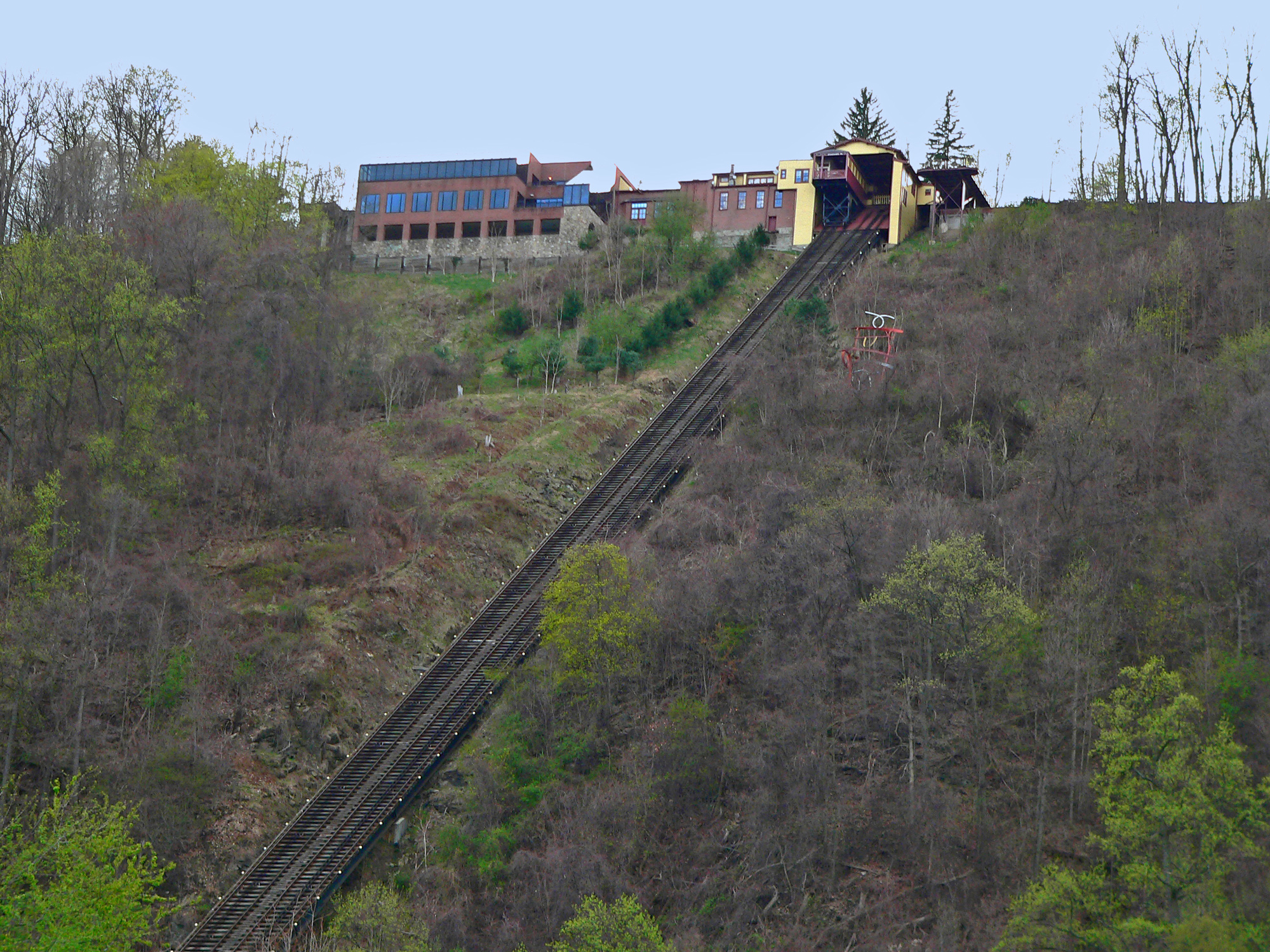
A estação superior tem um deck de observação e um centro de visitantes / restaurante adjacente a ele

O Plano Inclinado Johnstown foi listado no Registro Nacional de Lugares Históricos em 18 de Junho de 1973. Em 20 de Julho de 1977, a inclinação foi usada novamente como rota de fuga, evacuando os moradores do vale em meio a enchentes. Também transportava "barcos, equipes de emergência e equipamentos até o vale para ajudar nas operações de resgate". A inclinação foi novamente vendida por $1 para o bairro de Westmont em 8 de Março de 1983, para a Autoridade de Trânsito do Condado de Cambria, agora CamTran.A CamTran iniciou uma renovação de $4.2 milhões em 7 de Setembro de 1983, substituindo "os pilares de base inclinados, aço estrutural e trilhos". As reformas foram concluídas em 22 de agosto de 1984, e a inclinação foi rededicada em 6 de Setembro. Foi designado um marco histórico de engenharia mecânica pela Sociedade Americana de Engenheiros Mecânicos (ASME em inglês) em Setembro de 1994. Uma passarela que atravessa a Rota 56 da Pensilvânia, entre a inclinação e a Vine Street, foi aberta na mesma época. Em 1 de Setembro de 2000, a inclinação foi fechada quando o Departamento de Transporte da Pensilvânia (PennDOT) comprometeu-se a renovação da ponte com valor de $2.3 milhões e da estrada de acesso que leva à ponte.  Foi reaberto em abril de 2001, mas novamente fechado em setembro para permitir que a PennDOT finalizasse os reparos no deque da ponte. Os reparos foram concluídos em 14 de dezembro de 2001.  Um forte temporal interrompeu a energia na inclinação em 16 de Abril de 2010, encalhando os carros e dois passageiros quase na metade da descida; o resgate levou três horas e terminou quando os bombeiros desceram de rapel pelos trilhos até chegar ao carro.  O Plano Inclinado Johnstown foi fechado entre 9 de Setembro e 14 de Outubro de 2010, para a instalação de um novo eixo de freio de 4,100Kg.  De 29 de outubro a 31 de outubro de 2012, a CamTran fechou a inclinação, com medo de quedas de energia devido à passagem do furacão Sandy. Durante o rally anual de motocicletas Thunder in the Valley, dois resistores falharam e pararam a inclinação logo ao lado estações em 28 de junho de 2014; reparos demoraram aproximadamente um mês depois que especialistas foram trazidos para diagnosticar a falha. Problemas com o sensor interromperam brevemente o serviço em agosto de 2014 e, novamente em dezembro de 2014 forçando a inclinação a iniciar o seu período de manutenção de inverno mais cedo que o normal.

## Operação Atual
Com a crescente popularidade do automóvel e subsequente construção de novas estradas, o número de passageiros no declive diminuiu e o mesmo estava perdendo $25.000 por ano em 1961. No entanto, desde a década de 1980, a inclinação tornou-se uma das principais atrações turísticas de Johnstown, com as pessoas visitando a inclinação para "andar por diversão, nostalgia e pela novidade". Embora usado principalmente para o turismo, o uso da inclinação pelos passageiros que andam de bicicleta ou caminham para o trabalho, também aumentou. A rota de ônibus de transporte público 18 da CamTram oferece conexões entre a inclinação e o centro de Johnstown. Em 2017 o custo de um passeio na inclinação era de  $3 ou $5 para uma viagem de ida e volta; tarifas para automóveis a serem transportados pela inclinação eram de $8 por trecho. A inclinação leva em torno de 90 segundos para viajar de uma estação para outra; a mesma viagem leva 10 minutos de automóvel. Em 2016, o Plano Inclinado Johnstown teve um número anual de 65.268 passageiros, um aumento de 49,5% em relação ao ano anterior.
A estação superior do declive tem uma loja de presentes que vende lembranças e salgadinhos; um centro de visitantes também está localizado ao lado da estação. A sala que abriga o motor elétrico e o mecanismo de elevação da inclinação pode ser vista das janelas da loja de presentes e do saguão do centro de visitantes. Um deck de observação que oferece vistas da inclinação, da cidade e do vale está localizado no lado oposto da estação, a partir do centro de visitantes. Duas trilhas permitem que os visitantes caminhem pela encosta. Uma delas é uma trilha de esculturas, com obras criadas em 1989 pelo artista local James Wolfe, que usou restos da fábrica da Bethlehem Steel em Johnstown.